# سوين الثالث ملك الدنمارك
سوين الثالث غراتي (بالدنماركية: Svend III Grathe) (حوالي 1125 - 23 أكتوبر 1157) كان ملك الدنمارك بين عامي 1146 و1157، في تحالفات متغيرة مع كانوت الخامس وابن عمه فالديمار الأول. في عام 1157، اتفق الثلاثة على تقسيم الدنمارك الثلاثي حاول سوين قتل منافسيه في مأدبة السلام، لكنه هزم لاحقًا على يد فالديمار الأول في معركة غراث هيث وقتل أثناء محاولته الفرار.
| سوين الثالث غراتيبيت إستريدسنولد: c. 1125 توفي: 23 أكتوبر 1157 |                                                                       |                      |
| منصب                                                           |                                                                       |                      |
| سبقه إريك الثالث لامب                                          | ملك الدنمارك 1146–1157 مع كانوت الخامس من الدنمارك ‏ & فالديمار العظيم | تبعه فالديمار العظيم |